# 名鉄モ3750形電車
名鉄モ3750形電車（めいてつモ3750がたでんしゃ）は、名古屋鉄道（名鉄）が1949年（昭和24年）に導入した電車（制御電動車）である。名鉄の直流1,500 V電化路線において運用された吊り掛け駆動車各形式のうち、間接手動進段制御器を搭載するHL車に属する。
モ3750形は、1948年（昭和23年）8月に発生した太田川車庫火災にて被災焼失したモ910形914（初代）・モ3300形3301・3304（いずれも初代）の復旧を目的として、同3両より主要機器を流用し、当時の最新型車両であった運輸省規格形電車の3800系と同一の車体を新製した車両である。1949年（昭和24年）9月にモ3750形3751 - 3753（いずれも初代）の3両が日本車輌製造本店において新製された。
モ3751・モ3752は1954年（昭和29年）にカルダン駆動装置の実用試験車に改造され、5000系（初代）以降のカルダン駆動車導入に先立って各種データを提供した。その後、車種変更を伴う複数回の改番が実施されたのち、最終的に全車とも付随車サ2250形（2代）に改造され、1969年（昭和44年）まで運用された。

## 車体
全長17,830 mm・全幅2,740 mmの半鋼製車体を備える。車体は台枠より新製され、前後妻面には貫通扉および貫通幌枠を備え、d 2 D 9 D 3（d：乗務員扉、D：客用扉、各数値は側窓の枚数）の側面窓配置を含め、外観・各部寸法とも3800系と全く同一である。
ただし、当時増備が進行していた3800系後期車においては屋根上のベンチレーター（通風器）が押し込み式であったのに対して、本形式のベンチレーターは3800系前期車と同じくガーランド型とされた点が異なる。
車内座席はロングシート仕様で、3800系と同じく混雑緩和のため客用扉周辺の座席数を削減し立席スペースを増やしている。

## 主要機器
基本的に種車からの流用品で占められているが、種車となったモ910形・モ3300形ともに同一の機器を搭載していたため、種車形式の差異による装備品の相違点は存在しない。ただし制御装置については種車と同じく電空単位スイッチ式の手動加速制御ながら、制御装置への低圧電源供給方式が抵抗器によって架線電圧を降下して得る方式 (HL式、Hand acceleration, Line voltage) から、電動発電機 (MG) によって得る方式 (HB式、Hand acceleration, Battery voltage) に改良された。
主電動機はウェスティングハウス・エレクトリック (WH) WH-556-J6直流直巻電動機（端子電圧750 V時定格出力74.6 kW・同定格回転数985 rpm）を1両あたり4基搭載、駆動方式は吊り掛け式で、歯車比は3.045 (67:22) である。
台車は形鋼組立形釣り合い梁式台車の日本車輌製造D16を装着する。
これらの主要機器の仕様は間接自動進段制御装置および定格出力112.5 kWの東洋電機製造TDK-528系主電動機を搭載しAL車に属する3800系とは一切互換性がなく、また本形式の重量は34.6 tと、同一の車体を備える3800系の制御電動車モ3800形の37.1 tと比較して2.5 t軽量となっている。

## 運用
前述の通り、本形式は主要機器の相違により同一車体を備える3800系との併結運用は不可能であり、落成後はHL車各形式と編成して運用された。なお、1951年（昭和26年）頃までに全車とも制御装置がHB式から従来車と同様のHL式に改造された。

### カルダン駆動装置の実用試験車
1954年（昭和29年）3月に、モ3751・モ3752の2両は東洋電機製造製のカルダン駆動装置の実用試験車に改造された。主電動機はTDK-821-A直流直巻電動機（端子電圧750 V時定格出力75 kW・同定格回転数2000 rpm）を採用、これを1,067 mm軌間（狭軌）路線向けとしては日本初採用となる中空軸平行カルダン駆動装置（TD継ぎ手方式）と歯車比5.13で組み合わせ、汽車製造製のKS106ペデスタル式台車に装架したものである。同時に制御装置も換装され、三菱電機製AL-154電磁単位スイッチ式自動加速制御器と東洋電機製造製ES-305界磁制御器の組み合わせにより、力行17段（直列9段・並列6段・弱め界磁2段）の多段制御を行う方式に変更された。実用試験車への改造後は、主にモ3751・モ3752の2両にク2080形2081を連結した3両編成で運用された。
その後、モ3752は1961年（昭和36年）頃に発生した主電動機故障を契機に制御車代用となり、以降はモ3751・モ3752の2両編成で運用された。1963年（昭和38年）5月にはモ3752を正式に制御車へ車種変更・電装解除し、ク2750形2751（初代）と形式・記号番号を改めた。また、同時期にモ3751はカルダン駆動装置の実用試験車としての運用を終了し、主要機器を本来の仕様に復して再び吊り掛け駆動のHL車となった。この際、試験期間中にモ3751・ク2751（元モ3752）が装着したKS106台車は3700系ク2700形2702・2704の新製に際して転用され、モ3753を含む3両とも台車をBW-84-27-Aに換装・統一した。
1965年（昭和40年）8月に、モ3751・モ3753はモ3250形（2代）3251・3252（モ3251は2代）、ク2751はク2250形2251と、それぞれ形式・記号番号を改めた。これは当時製造が進められていたHL制御の車体更新車3730系の増備に伴って、同系列の制御電動車モ3730形および制御車ク2730形の車両番号の枠を確保するための改番であった。
同時期には3両とも車体改修工事が施工され、外板張替えに伴って洗車時の洗浄効率向上を目的として窓下補強帯（ウィンドウシル）が車体内部へ埋め込まれたほか、側窓の窓枠をアルミサッシとし、さらにモ3751・モ3753については運転台の嵩上げによる高運転台化改造も施工された。ただし、当時3800系など従来車各形式に対して順次施工された車内放送装置および暖房装置の新設は、本形式については施工が見送られた。

### 付随車化改造から退役まで
その後、前記3730系ほか3700系列の増備に伴って本形式も主要機器の供出対象となり、3780系の新製に際して1967年（昭和42年）1月にモ3750形・ク2250形とも全車付随車化され、サ2250形（2代）に統合された。
改番対照
ク2250形2251 → サ2250形2251（2代）
モ3250形3252 → サ2250形2252（2代）
モ3250形3251 → サ2250形2253
従来装着したBW-84-27-A台車は3780系へ転用されたため、付随車化に際しては廃車となった電気機関車から発生した台車を転用した。サ2251はデキ370形372より転用したM370の型番を称するボールドウィン・ロコモティブ・ワークス (BLW) 製の釣り合い梁式台車を、サ2252・サ2253はデキ300形301・304より転用したML-300Mの型番を称する板台枠台車をそれぞれ装着した。
車体周りに関しては運転機器・前照灯の撤去などが施工されたものの、乗務員扉および後部標識灯はそのまま存置され、大きな改造は実施されなかった。その他、ドアエンジンの撤去・手動扉化が施工され、付随車化後の本形式は築港線専用車両として運用された。その運行形態は本形式2両ないし3両の前後に各1両の電気機関車を連結したプッシュプル編成によって運行されるものであった。
その後、1969年（昭和44年）8月25日付でサ2251が、同年10月28日付でサ2252・サ2253がそれぞれ除籍され、本形式は全廃となった。
廃車後、サ2251は付随車化改造時に撤去した前照灯や運転台の主幹制御器・ブレーキ弁などを再度設置し、車体をスカーレット一色に塗装変更された上で、1969年（昭和44年）10月に静岡県小笠郡浜岡町（現在の御前崎市）に開設された療護施設「ねむの木学園」へ無償贈与された。